# 望月達夫
望月 達夫（もちづき たつお、1914年（大正3年）3月9日 - 2002年（平成14年）8月21日）は、日本の実業家、登山家。和光証券（現・みずほ証券）副社長、新和光投信委託（現・アセットマネジメントOne）社長。日本山岳会名誉会員。

## 人物・経歴
東京生まれ。1938年、東京商科大学（現・一橋大学）を卒業し、三井信託銀行（現・三井住友信託銀行）に入社。
1941年から召集を受け、大日本帝国陸軍東部七十八部隊独立野戦高射砲第二十二中隊に配属され、キスカ島で書類作業に従事。1943年のキスカ島撤退作戦で北千島に逃れたものの、ソビエト連邦の捕虜となり、南樺太で通訳やソ連軍将校に英語を教える仕事などに従事した。1947年に復員。
1957年三井信託銀行業務部次長となり、人形町、札幌、上野各支店長を歴任。1965年取締役に選任。
1966年大井証券専務取締役に転じ（1968年和光証券に改称）、1970年副社長。1972年新和光投資委託社長、1978年会長、1982年顧問。
東京商科大学予科在学中から山岳部に所属。大学を卒業した1928年には社団法人日本山岳会に入会。のちに同会副会長や、同会機関誌『山岳』の編集なども務めた。また、登山家としての活動のほか、山岳紀行文の執筆やヒマラヤ山脈研究を行い、吉沢一郎、諏訪多栄蔵、深田久弥らとともに日本のヒマラヤ研究の第一人者であった。
2002年8月21日、死去。88歳没。

## 著書
- 『忘れえぬ山の人びと』茗渓堂、1986年。

### 共編著
- 深田久弥、雁部貞夫、諏訪多栄蔵共編『ヒマラヤの高峰』全5巻 白水社、1973 - 1983年。
- 岡田昭夫共著『藪山辿歴』茗渓堂、1988年。

## 翻訳
- パウル・バウアー著、田辺主計共訳『カンチェンジュンガをめざして』実業之日本社、1956年。
- ケニス・メイスン著、田辺主計共訳『ヒマラヤ その探検と登山の歴史』白水社、1957年。
- トム・ロングスタッフ著『わが山の生涯』白水社、1957年。
- フランシス・スマイス著、田辺主計共訳『カメツト登頂』（世界山岳全集4）朋文堂、1961年。
- ジョン・ハント著、田辺主計共訳『エベレスト登頂』（世界山岳名著全集9）あかね書房、1966年。
  - ジョン・ハント著、田辺主計共訳『エベレスト登頂』（世界探検全集）河出書房新社、1977年。新版 2023年。
- スイス山岳研究財団編『マウンテン・ワールド 第9巻 1954』小学館、1987年。